# Скункс Фу!
„Скункс Фу!“ (на английски: Skunk Fu!) е анимационен сериал, излъчван по Картун Нетуърк (Европа). Създаден е през 2007 г. Главният герой е Скунк – Кунг-Фу ученик, Панда – неговият учител, Бабун – генерал на лошия Дракон, Дракон-лошият герой, който иска да унищожи добрите райски животни.
Пуснат по европейския Картун Нетуърк е на 8 февруари 2008 г. в 10:45 ч.

## „Скункс Фу!“ в България
В България сериалът започна излъчване на 1 октомври 2009 г. по локалната версия на Cartoon Network, всеки делничен ден от 06:30 и 18:35, а в събота и неделя от 06:30, 10:40, 14:25 и 18:25. Дублажът е синхронен и е на студио Доли. В него участват артистите Лина Шишкова, Адриана Андреева, Александър Воронов, Красимир Куцупаров, Иван Петков, Георги Стоянов, Цанко Тасев и други.